# Viersener Straße 100 (Mönchengladbach)

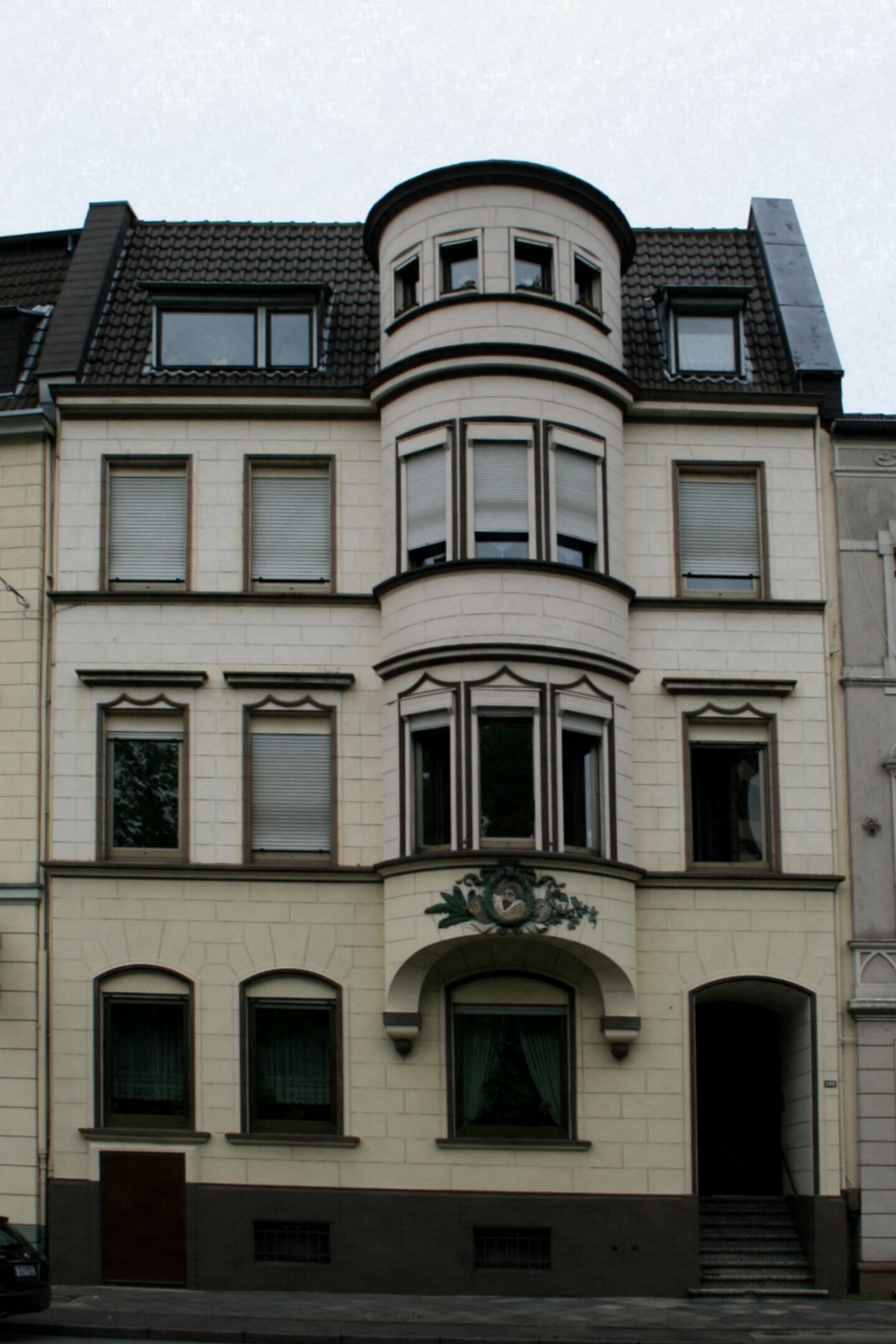
Wohnhaus (2010)

Das Wohnhaus Viersener Straße 100 steht in Mönchengladbach (Nordrhein-Westfalen).
Das Gebäude wurde um 1900 erbaut und unter Nr. V 012 am 2. Juni 1987 in die Denkmalliste der Stadt Mönchengladbach eingetragen.

## Lage
Die Viersener Straße ist die alte Verbindung von Mönchengladbach nach Viersen, die gegen Ende des 19. Jahrhunderts gebaut wurde. 

## Architektur
Haus Nr. 100 liegt in der Nähe des Wasserturmes und gehört zu einer historischen Häuserzeile. Das um die Jahrhundertwende errichtete Wohnhaus ist traufständig, dreigeschossig und zeigt vier Achsen. Das Gebäude mit einem halbrunden Erker schließt mit einem Satteldach ab. Das Objekt ist aus architektonischen und stadtbildnerischen Gründen schützenswert.